# Atmosfera de Tritó

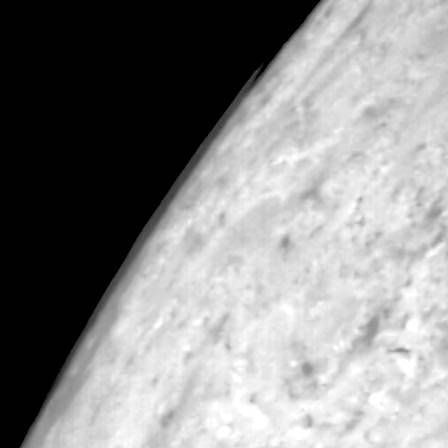
Atmosfera de Tritó

L'atmosfera de Tritó s'estén fins a 800 quilòmetres per sobre de la seva superfície. L'atmosfera està composta principalment de nitrogen, molt semblant a les atmosferes de Tità o la de la pròpia Terra. La pressió superficial és només de 14 microbars, cosa que representa 0,0014% la pressió superficial de la Terra. En un principi es pensà que Trità tenia una espessa atmosfera.
El Voyager 2 l'observà de prop el 1989. Les observacions més recents han mostrat un increment en la temperatura.

## Composició
El nitrogen és el principal gas de l'atmosfera de Tritó.
| Gas | Pressió parcial al 1986, μbar | Pressió parcial al 2010, μbar |
| --- | ----------------------------- | ----------------------------- |
| N₂  | 14 ± 1                        | 19+1.8−1.5 or 39 ± 4          |
| CH₄ | 1.6–2.4×10−3                  | 0.98 ± 0.37×10−2              |
| CO  | ?                             | 2.4×10−2                      |

Els altres dos components coneguts són el metà i el monòxid de carboni. El monòxid de carboni, descobert el 2010 per observacions a terra, és una mica més abundant que el metà. L'abundància del metà relativa al nitrogen s'incrementa de quatre a cinc vegades des de 1986 a causa de l'escalfament global obervat a Tritó, que passà el seu solstici el 2001.
Altres possible components de l'atmosfera de Tritó són l'argó i el neó. Com que no foren detectats en l'espectre ultravioleta de Tritó obtingut per la sonda Voyager 2 al 1989, les seves abundàncies és probable que no excedeixin d'un petit percentatge. A més dels gasos mencionats anteriorment, l'atmosfera superior de Tritó conté quantitats significatives d'hidrogen molecular i atòmic produït per fotòlisi del metà. Aquest hidrogen escapa ràpidament a l'espai i serveix com a font de plasma en la magnetosfera de Neptú.
Altres planetes i satèl·lits del sistema solar amb una composició atmosfèrica similar són la Terra, Tità, Plutó i possiblement Eris.

## Estructura
L'atmosfera de Tritó s'estén fins a 800 km per sobre de la superfície del planeta, on es localitza l'exosfera, i tenia una pressió superficial d'uns 14 microbars fins al 1989, la qual cosa suposa 1/70.000a part de la de la Terra. La temperatura de la superfície era d'almenys 35,6 Kelvin (-237,6 °C), ja que el gel de nitrogen es troba en un estat cristal·lí hexagonal més calent i la fase de transició entre el gel de nitrogen hexagonal i cúbic es produeix a aquesta temperatura. Es pot establir un límit superior en la zona baixa dels 40 K per l'equilibri de la pressió de vapor amb el gas nitrogen a l'atmosfera de Tritó. La temperatura més probable fou de|38 ± 1 K fins al 1989. Més tard als anys 90, probablement s'incrementà d'un K degut a l'escalfament global general de Tritó.
La Convecció prop de la superfície de Tritó escalfada pel Sol crea una troposfera que s'eleva fins als 8 km. En ella, la temperatura disminueix amb l'alçada fins a arribar a un mínim de 36 K a la tropopausa. No hi ha estratosfera, definida com una capa on l'escalfor de la troposfera més calenta i la termosfera estan equilibrades pel refredament radiactiu.
Les regions més altes inclosa la termosfera (8–850 km) i l'exosfera (per sobre de 850 km).
En la termosfera la temperatura puja fins a arribar a un valor constant de 95 Kèlvins per sobre dels 300 km. L'atmosfera superior perd contínuament a l'espai a causa de la gravetat de Tritó. La pèrdua és d'arproximadament 1x1025 molècules de nitrogen per segon, la qual cosa significa uns 0.3 kg/s.

## Temps atmosfèric

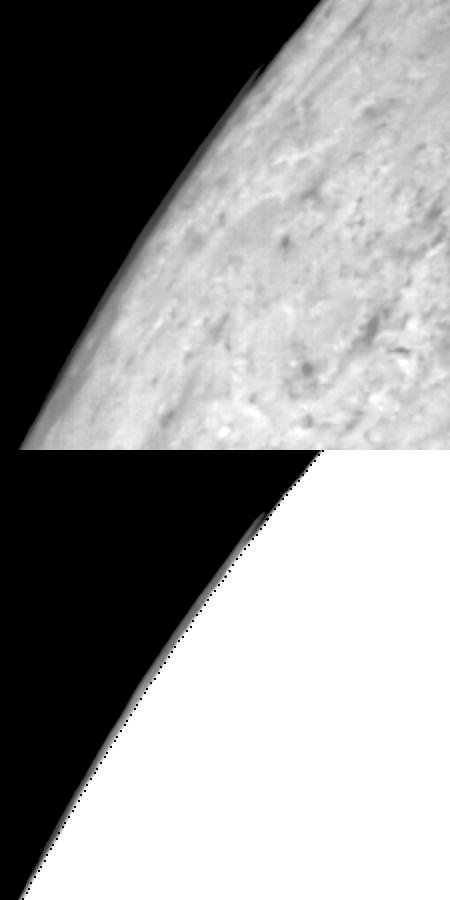
Un núvol sobre el limbe de Tritó, presa per la sonda Voyager 2

A la troposfera de Tritó es formen partícules de gel de nitrogen uns pocs quilòmetres per sobre de la superfície del satèl·lit. Above them a haze is present extending up to 30 km from the surface. Es pensa que estan compostos majoritàriament per hidrocarburs i nitrils formats per l'acció de la llum ultraviolada del sol i de les estrelles sobre el metà.
El 1989 la Voyager 2 descobrí que prop de la superfície hi havia vents en direcció est o nord-est amb velocitats d'uns 5–15 m/s. La seva direcció fou determinada per observacions de les ratlles fosques que es troben sobre el casquet polar sud, el qual s'estén generalment des del sud-oest fins al nord-est. Aquests vents es creu que estan relacionats amb la sublimació del gel de nitrogen del casquet sud, ja que estiu en l'hemisferi sud el 1989. El nitrogen gasós es mou cap al nord i queda deflectit per la força de Coriolis a l'est formant un anticicló prop de la superfície. Els vents troposfèrics són capaços de moure el material d'uns micròmetres per formar les ratlles.
A vuit quilòmetres d'alçada en l'atmosfera, prop de la troposfera, els vents canvien de direcció. Aquí flueixen cap a l'oest i es produeixen a causa de les diferències de temperatura entre els pols i l'equador. Aquests vents alts poden distorsionar l'atmosfera de Tritó fent-la asimètrica. Una asimetria que fou observada durant les ocultacions solars de Tritó dels anys 1990.

## Observació i exploració

### Voyager 2
Abans de l'arribada de la sonda Voyager 2, s'havia suggerit l'existència d'una atmosfera de nitrogen i metà amb una densitat de fins al 30% de la de la Terra. El 1989 la sonda Voyager 2 passà per Tritó cinc hores després de la seva aproximació a Neptú. Durant aquest vol, la Voyager 2 prengué mesures de l'atmosfera, on trobà la presència de metà i nitrogen.

### Observacions posteriors
Al anys1990, es van fer observacions des de la Terra durant l'ocultació d'estrelles pel limbe de Tritó. Aquestes observacions indicaren la presència d'una atmosfera més densa de la que s'inferia per les dades de la Voyager 2. La pressió superficial el 1990 es pensa que s'incrementà almenys uns 19 μbar o, possiblement, fins al 40 μbar.
Altres observacions han mostrat un increment de la temperatura d'un 5% entre 1989 i el 1998.
Aquestes observacions indiquen que Tritó està tenint una estació estival inusualment calenta que tan sols passa una vegada cada pocs centenars d'anys, prop dels solsticis. Algunes teories sobre aquest escalfament fan referència a la sublimació del gel de la superfície de Tritó i a un decreixement en l'albedo del gel, el qual permetria absorbir més calor.
Una altra teoria argumenta que l'augment de temperatura és degut a la deposició de materials foscos i vermells en processos geològics del satèl·lit. Com l'albedo de Bond de Tritó és dels més alts del sistema solar, és molt sensible a petites variacions en l'albedo espectral.

#### Programa "Triton Watch"
El programa Triton Watch utilitza astrònoms per monitorar els canvis en l'atmosfera de Tritó mitjançant observacions fotomètriques comprensives del sistema Neptú Tritó, i analitzar les dades en quasi temps real. Fou creat per fons de la NASA.